# Macrobathra
Macrobathra is een geslacht van vlinders uit de familie prachtmotten (Cosmopterigidae).

## Soorten
- M. alternatella (Walker, 1864)
- M. allocrana Turner, 1916
- M. anacampta Meyrick, 1914
- M. anemarcha Meyrick, 1886
- M. anemodes Meyrick, 1886
- M. aneurae Turner, 1932
- M. anisodora Meyrick, 1924
- M. antimeloda Meyrick, 1930
- M. aphristis Meyrick, 1888
- M. argonota Meyrick, 1886
- M. arneutis Meyrick, 1914
- M. arrectella (Walker, 1864)
- M. asemanta Lower, 1904
- M. astrota Meyrick, 1914
- M. auratella Viette, 1958
- M. baliomitra Turner, 1932
- M. bigerella (Walker, 1864)
- M. brontodes Meyrick, 1886
- M. callipetala Turner, 1932
- M. callispila Turner, 1932
- M. centrophena Turner, 1932
- M. ceraunobola Meyrick, 1886
- M. cineralella Viette, 1957
- M. constrictella (Walker, 1864)
- M. crococephala Meyrick, 1936
- M. crococosma Meyrick, 1922
- M. chlorosoma Meyrick, 1886
- M. chryseostola Turner, 1932
- M. chrysospila Meyrick, 1886
- M. chrysotoxa Meyrick, 1886
- M. dasyplaca Lower, 1904
- M. decataea Meyrick, 1914
- M. definitiva Lucas, 1901
- M. deltozona Meyrick, 1932
- M. desmotoma Meyrick, 1886
- M. diplochrysa Lower, 1894
- M. dispila Turner, 1932
- M. distincta (Walsingham, 1891)
- M. drosera Lower, 1901
- M. embroneta Turner, 1932
- M. epimela (Lower, 1894)
- M. equestris Meyrick, 1910
- M. euryleuca Meyrick, 1886
- M. euryxantha Meyrick, 1886
- M. euspila Turner, 1932
- M. exaeta Turner, 1916
- M. fasciata (Walsingham, 1891)
- M. galenaea Meyrick, 1902
- M. gastroleuca Lower, 1905
- M. genitrix Meyrick, 1927
- M. gentilis Meyrick, 1918
- M. gonoloma Lower, 1894
- M. hamata Meyrick, 1931
- M. hamaxitodes Meyrick, 1886
- M. harmostis Meyrick, 1888
- M. hedrastis Meyrick, 1915
- M. heminephela Meyrick, 1886
- M. hemitropa Meyrick, 1886
- M. heterozona Meyrick, 1888
- M. hexadyas Meyrick, 1906
- M. homocosma Meyrick, 1902
- M. honoratella (Walker, 1864)
- M. hyalistis Meyrick, 1888
- M. isoscelana Lower, 1893
- M. lamprotypa Turner, 1932
- M. leucopeda Meyrick, 1886
- M. leucozancla Turner, 1932
- M. lunacrescens Lucas, 1901

- M. lychnophora Turner, 1932
- M. melanargyra Meyrick, 1886
- M. melanomitra Meyrick, 1886
- M. melanota Meyrick, 1886
- M. mesopora Meyrick, 1886
- M. metallica Lower, 1899
- M. micropis Lower, 1894
- M. microspora Lower, 1900
- M. monoclina Meyrick, 1915
- M. monostadia Meyrick, 1886
- M. monoxantha Meyrick, 1922
- M. myriophthalma Meyrick, 1886
- M. myrocoma Meyrick, 1914
- M. nephelomorpha Meyrick, 1886
- M. neurocoma Meyrick, 1930
- M. nimbifera Turner, 1932
- M. niphadobola Meyrick, 1886
- M. nomaea Meyrick, 1914
- M. notomitra Meyrick, 1924
- M. notozyga Meyrick, 1914
- M. obliquata Lower, 1901
- M. ochanota Meyrick, 1915
- M. opposita Meyrick, 1920
- M. paracentra Lower, 1893
- M. parthenistis Meyrick, 1888
- M. peraeota Meyrick, 1921
- M. petalitis Meyrick, 1915
- M. phernaea Lower, 1899
- M. philopsamma Lower, 1900
- M. phryganina Turner, 1932
- M. platychroa Lower, 1897
- M. platyzona Turner, 1932
- M. polypasta Turner, 1932
- M. pompholyctis Meyrick, 1888
- M. porphyrea Meyrick, 1886
- M. proxena Meyrick, 1914
- M. psatyrodes Turner, 1932
- M. puncticulata Turner, 1896
- M. pyrodoxa Meyrick, 1926
- M. quercea Moriuti, 1973
- M. recrepans Meyrick, 1926
- M. rhodospila Meyrick, 1886
- M. rubicundella (Walker, 1864)
- M. sarcoleuca Meyrick, 1915
- M. sikoraella (Viette, 1956)
- M. stenosema Turner, 1932
- M. subharpalea (Legrand, 1966)
- M. superharpalea (Legrand, 1966)
- M. synacta Meyrick, 1920
- M. synastra Meyrick, 1886
- M. syncoma Lower, 1899
- M. tetraleuca Turner, 1932
- M. trimorpha Meyrick, 1888
- M. trithyra Meyrick, 1886
- M. unguinosa Turner, 1932
- M. vexillariata Lucas, 1901
- M. vividella Felder, 1875
- M. xanthoplaca Meyrick, 1902
- M. xuthocoma Meyrick, 1886
- M. zonodesma Lower, 1900